# Bustinza
Bustinza é uma comuna da província de Santa Fé, na Argentina.